# قرار مجلس الأمن التابع للأمم المتحدة رقم 793
قرار مجلس الأمن التابع للأمم المتحدة رقم 793، المتخذ بالإجماع في 30 تشرين الثاني / نوفمبر 1992، بعد التذكير بالقرارات 696 (1991)، 747 (1992) و785 (1992)، وإذ يعرب عن قلقه إزاء تدهور الوضع السياسي واستئناف الأعمال العدائية في أنغولا، وافق المجلس على توصية الأمين العام بطرس بطرس غالي بتمديد ولاية بعثة الأمم المتحدة الثانية للتحقق في أنغولا لمدة شهرين آخرين حتى 31 كانون الثاني / يناير 1993.
ناشد القرار الأفراد المساهمين في بعثة الأمم المتحدة الثانية للتحقق في أنغولا من أجل استعادة القوة المأذون بها في أقرب وقت ممكن، ورحب بالإعلان المشترك الصادر عن حكومة أنغولا ويونيتا في ناميبي، وحث كلاهما على اتخاذ إجراءات فورية وفعالة وفقًا للإعلان.
ثم أدان المجلس أي استئناف للأعمال العدائية وطالب بوقفها على الفور، ودعا كذلك جميع الدول إلى الامتناع عن الأعمال التي يمكن أن تعرض اتفاقيات السلام الموقعة للخطر. ودعا الطرفين إلى الوفاء بالتزاماتهما بموجب «اتفاق السلام» فيما يتعلق بحصر قواتهما وتسريحهما وتشكيل القوات المسلحة الوطنية الموحدة، وحث على استمرار الحوار طوال الوقت.
وأخيراً، طلب القرار من الأمين العام أن يقدم تقريراً عن الحالة في أنغولا مع توصيات طويلة الأجل لبعثة الأمم المتحدة الثانية للتحقق في أنغولا في عملية السلام بحلول 31 كانون الثاني / يناير 1993.

## روابط خارجية
- نص القرار في undocs.org